# Mullsjö

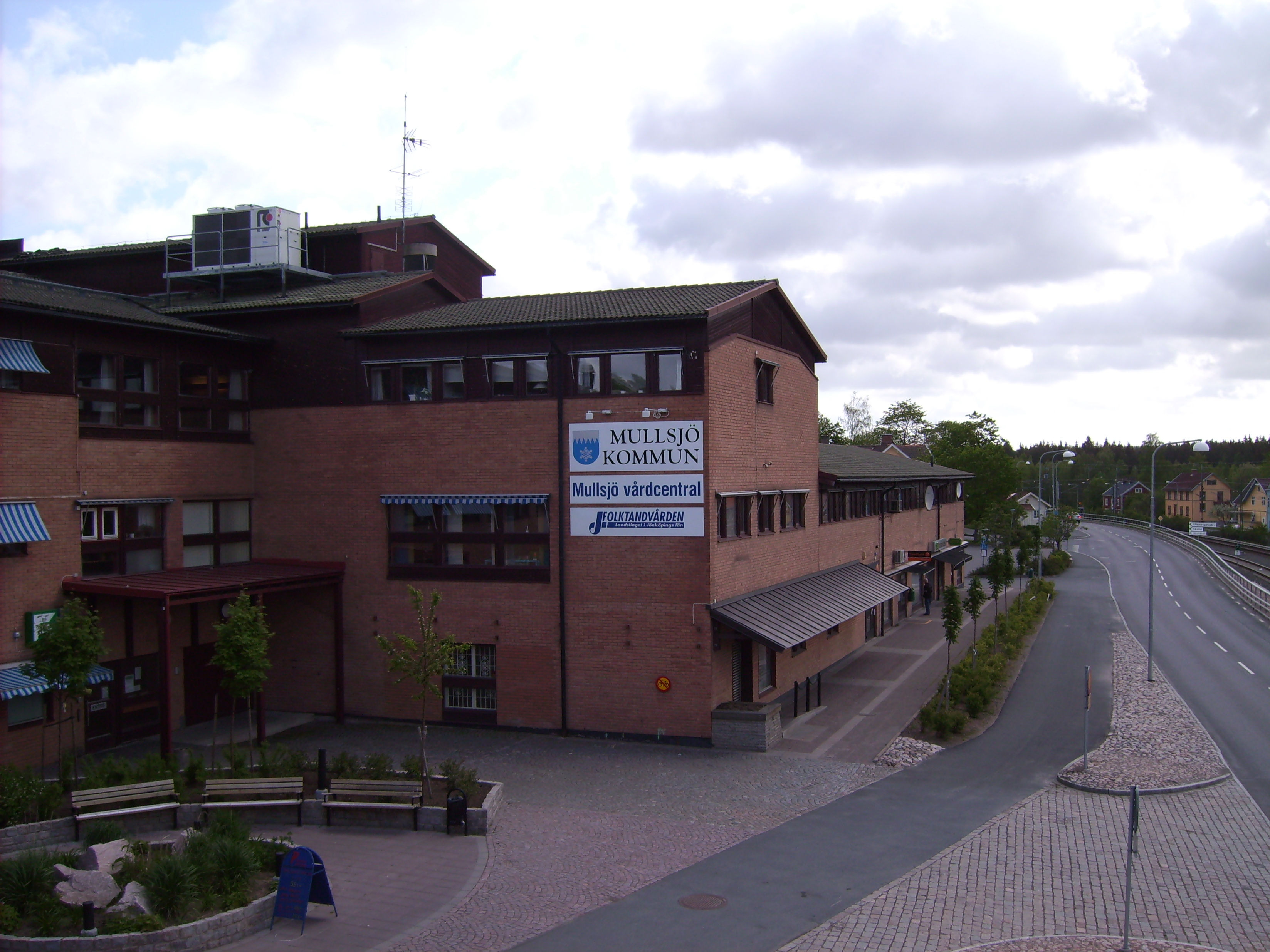
Mullsjö

Mullsjö é um assentamento humano e sede de Mullsjö, no condado de Jönköping em Västergötland, Suécia. A população é 5 452 pessoas (2010).